# إدواردو فرنانديز (موسيقي)
إدواردو فرنانديز (بالإسبانية: Eduardo Fernández)‏ هو عازف الغيتار الكلاسيكي ومدرس وموسيقي وملحن أوروغواياني، ولد في 28 يوليو 1952 في مونتفيدو في الأوروغواي.

## وصلات خارجية
- إدواردو فرنانديز على موقع ميوزك برينز (الإنجليزية)
- إدواردو فرنانديز على موقع أول ميوزيك (الإنجليزية)
- إدواردو فرنانديز على موقع ديسكوغز (الإنجليزية)